# Sebastian Thiem
Sebastian Thiem (* 8. August 1985) ist ein deutscher Technikhistoriker.

## Werdegang
Er erlangte 2018 seinen Bachelor-Abschluss an der Fernuniversität Hagen in Kulturwissenschaft mit einer Arbeit zur quellenkritischen Untersuchung der Ökonomie und Sozialstruktur eines königlich bayrischen Landwehrverbandes um 1830 im historischen Kontext. Im Anschluss erlangte er ebenfalls an der Fernuniversität Hagen 2020 seinen Master-Abschluss mit einer Arbeit zur deutschen Wehr- und Rüstungswirtschaft von 1934 bis 1945. Gegenwärtig ist er Doktorand der Technischen Universität Braunschweig. Zu seinen Forschungsschwerpunkten zählen die Waffen- und Militärgeschichte. Er ist der Autor von zwei Monographien zu Seitengewehren (Bajonette) des späten 19. und des frühen 20. Jahrhunderts.
Vor seiner akademischen Laufbahn absolvierte Thiem eine bankkaufmännische Ausbildung und war anschließend bis 2017 als Einkaufsleiter bei einem Keramikhersteller tätig.

## Auszeichnungen
Thiem ist Träger des Kaspar-Zeuß-Preises der Stadt Kronach.

## Veröffentlichungen (Auswahl)
Monographien
- Deutsche Versuchs- und Musterseitengewehre von 1895–1945, die Versuchsseitengewehre 71/95, Versuchsseitengewehre 98, Musterseitengewehre 98/17, Seitengewehre 42 & die offiziell eingeführten Seitengewehre, welche im betrachteten Zeitraum die Versuchs- und Musterseitengewehre tangierten. Roderer Verlag, Regensburg 2014, ISBN 978-3-89783-801-7.
- Das Seitengewehr 84/98 bei der Reichswehr und Wehrmacht von 1920 bis 1945. Eine historische und rüstungswirtschaftliche Betrachtung. Roderer Verlag, Regensburg 2015, ISBN 978-3-89783-812-3.

Aufsätze
- Messer für die Armee, die Entwicklungsgeschichte des Seitengewehrs 42 In: Deutsches Waffenjournal H. 03/2015, 2015, S. 86–91.
- Verlängerte Gewehre, die militärische Verwendung der Spundbajonette. In: Deutsches Waffenjournal H. 07/2015, S. 88–93.
- Der kurbayerische „Limes“ zwischen Auerbach und Kirchenthumbach. In: Oberpfälzer Heimat Bd. 62, 2018, S. 113–139.

## Einzelbelege
1. ↑  Neue Press Kronach 28. Dezember 2018.
2. ↑  Sebastian M Thiem | Technische Universität Braunschweig - Academia.edu. Abgerufen am 30. April 2021.
3. ↑  Gesellschaft für Technikgeschichte: Projektskizze Dissertation. Sebastian M. Thiem, abgerufen am 30. April 2021.
4. ↑  Clio online.
5. ↑  FOCUS Online: Kronach: Kronachs große Feierstunde zum Jahresausklang. Abgerufen am 30. April 2021.

| Personendaten    | Personendaten               |
| ---------------- | --------------------------- |
| NAME             | Thiem, Sebastian            |
| ALTERNATIVNAMEN  | Thiem, Sebastian M.         |
| KURZBESCHREIBUNG | deutscher Technikhistoriker |
| GEBURTSDATUM     | 8. August 1985              |